# Thomson (Georgia)
Thomson – miasto w Stanach Zjednoczonych, w stanie Georgia, siedziba administracyjna hrabstwa McDuffie.